# Download It
Download It è un singolo del girl group britannico Clea, pubblicato il 22 settembre 2003 come primo estratto dal primo album in studio Identity Crisis.

## Tracce
1. Download It – 4:06

## Classifiche
| Classifica (2003) | Posizione massima |
| ----------------- | ----------------- |
| Regno Unito       | 21                |